# Federigo Angeli
Federigo Angeli (Castelfiorentino, 3 gennaio 1891 – Firenze, 4 giugno 1952) è stato un pittore italiano.

## Biografia

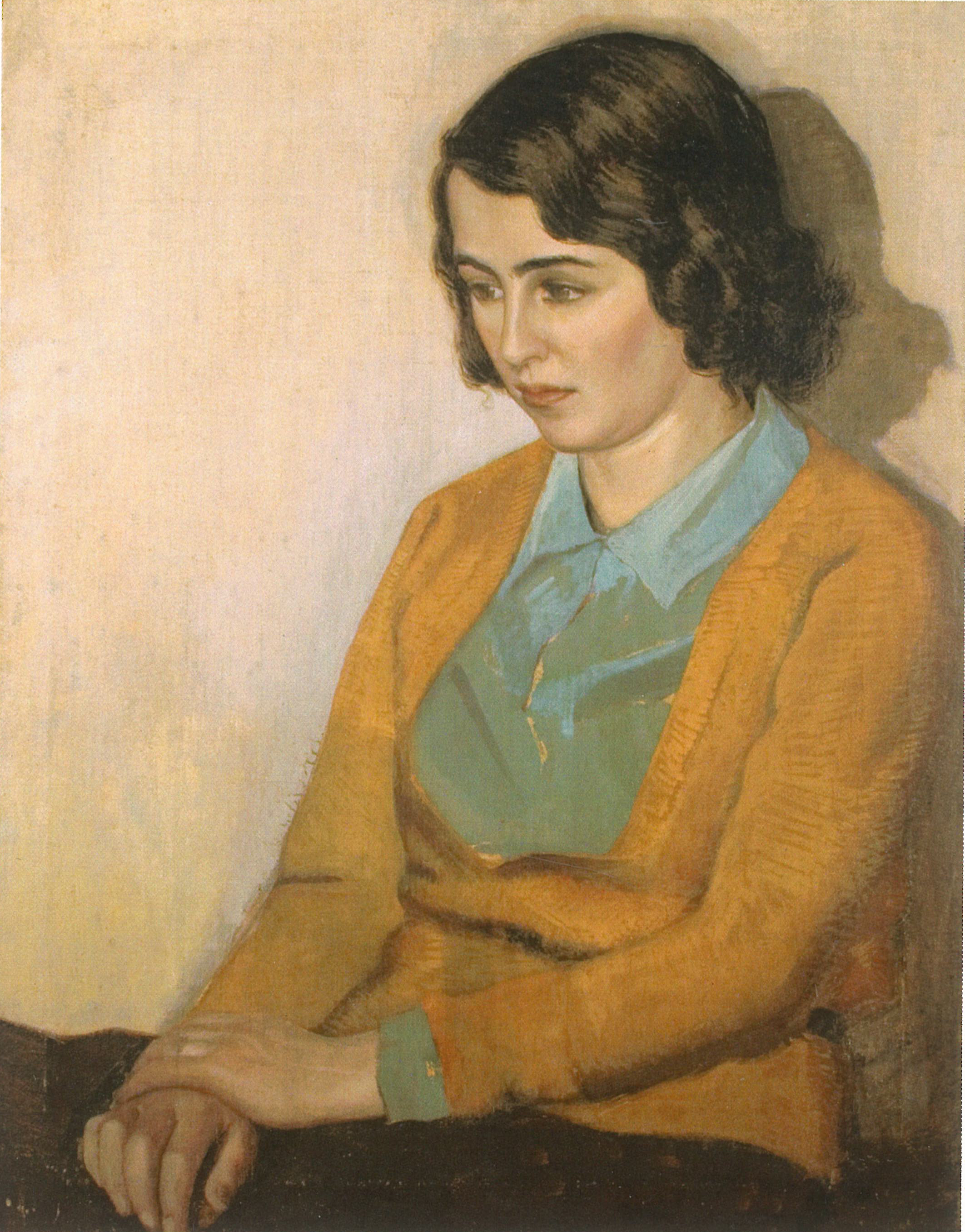
Federigo Angeli Ritratto della moglie, 1933. Tecnica mista su cartone 56x72

### Gli anni della formazione
Primo di quattro fratelli, alla fine dell’Ottocento si trasferì a Firenze dove il padre Angiolo era decoratore e pittore copista, e aveva un atelier in palazzo Rinuccini. Da ragazzino Federigo aiutò il padre, poi lavorò nello studio del pittore di Detroit Julius Rolshoven, che lo ritrasse, dodicenne, a pastello, mentre disegna, e che per primo ne apprezzò le doti artistiche. Dal 1908 al 1910 partecipò insieme col padre al restauro degli affreschi e delle decorazioni murali di palazzo Davanzati, oggi conosciuto anche come Museo della Casa Fiorentina Antica, voluto dal nuovo proprietario Elia Volpi, e di Castel del Diavolo in viale Michelangiolo. 
L'acquarello su cartone Cortile di Palazzo Davanzati (1910) "ha un importante valore documentario e, per la morbida pastosità dell’acquerello, presenta una certa piacevolezza, sottolineando anche l’abilità disegnativa del giovanissimo Federigo". Nel 1910-11 frequentò la Libera Scuola di Nudo all’Accademia di Belle Arti di Firenze, vincendo il primo premio per due anni consecutivi.

### La chiamata alle armi
Nel 1912 fu arruolato nella Sanità e partì per la guerra di Libia. Nei due anni trascorsi a Zuara dipinse la serie di acquerelli Zuara e scene orientali. Dal 1915 al 1918 fu richiamato alle armi per la Prima Guerra Mondiale e venne inviato al fronte in Cadore dove, nei momenti di tregua, dipinse una serie di acquerelli dedicata alle Alpi Cadorine. Affinò la tecnica dell’acquerello anche in seguito, nella campagna toscana e, soprattutto, in Costa Azzurra.

### La “bottega” Angeli
Divenuto, in seguito a traversie familiari, l’unico sostegno della madre Carmela Tafi e dei fratelli minori, Alfina, Alberto e Achille, Federigo si trovò a fronteggiare notevoli difficoltà economiche. Proseguì il lavoro di restauro e di riproduzione di opere antiche con l’apertura di uno studio nel quale avviò al mestiere i due fratelli Alberto e Achille che collaborarono con lui a lungo. Negli anni venti il lavoro si intensificò con l’esplosione in America della “moda” dell’arte rinascimentale, che richiedeva originali e riproduzioni in gran quantità. I lavori di Angeli si caratterizzavano sempre per una perfezione pittorica che li rendeva quasi indistinguibili dagli originali, cosa che spesso complicò l’ottenimento dei permessi per l’esportazione. Lo Studio Angeli attirò numerosi altri giovani pittori, non ancora quotati, desiderosi sia di apprendere le tecniche che di lavorare. Tra gli altri: Pietro Annigoni, Ottone Rosai, Enzo Pregno.

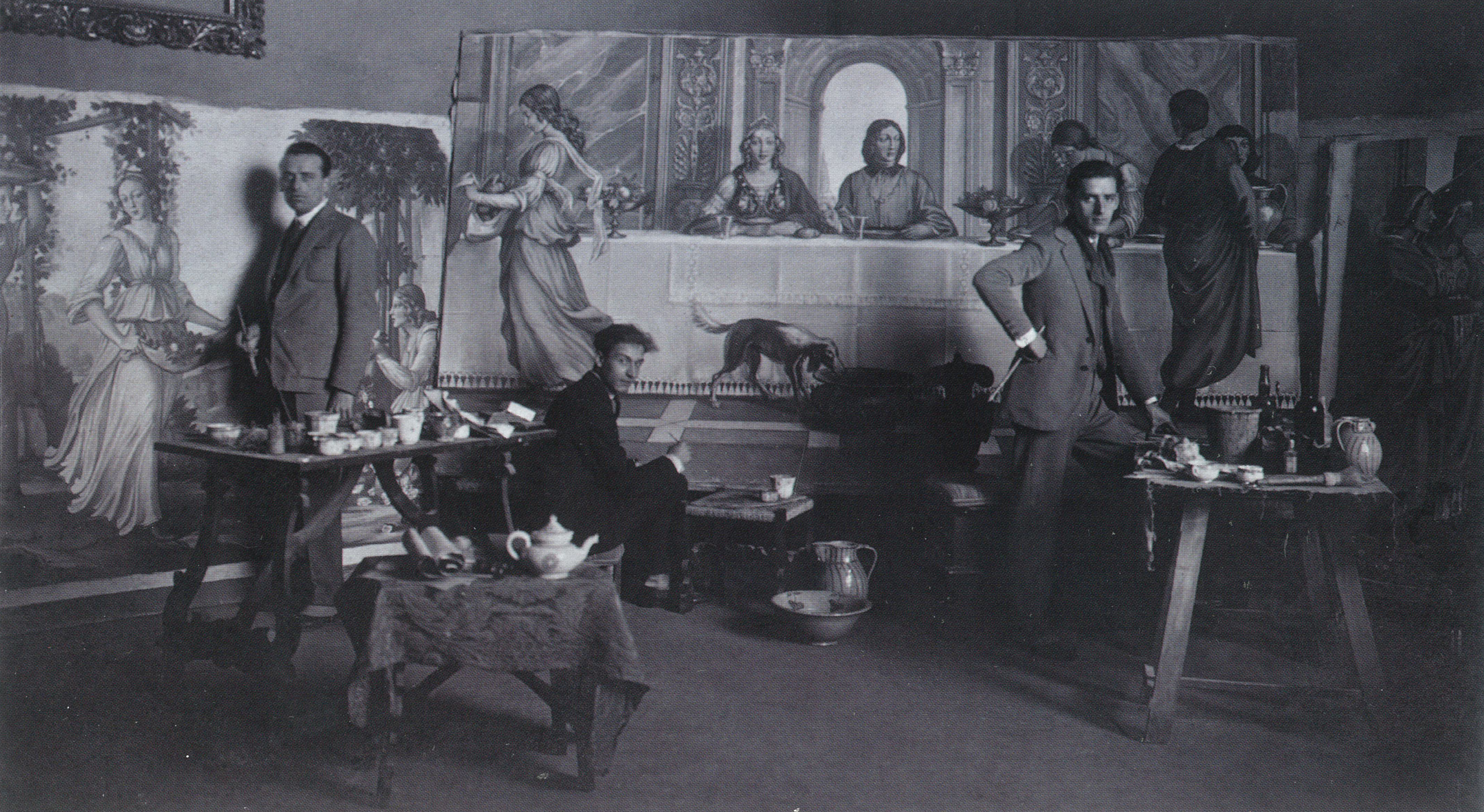
La "bottega" dei fratelli Angeli, Firenze

### La moda del Rinascimento fiorentino
Nel 1925 l’architetto americano Addison Mizner invito Angeli a collaborare alla realizzazione di monumentali residenze a Palm Beach, in Florida, meta dei ricchi tycoon statunitensi. Si trattava di riprodurre ambienti e affreschi ispirati a quelli fiorentini di palazzo Davanzati. Angeli terminò il compito in tre mesi con grande soddisfazione dei committenti. Collaborò con lui il giovane fratello Achille, che poi si stabilì in America proseguendo l’attività. Nel 1930, Angeli svolse un compito simile in Costa Azzurra, dove a Saint-Jean-Cap-Ferrat il plurimiliardario Paris Singer si costruiva un vero e proprio castello ispirato al Rinascimento fiorentino.

### La pittura

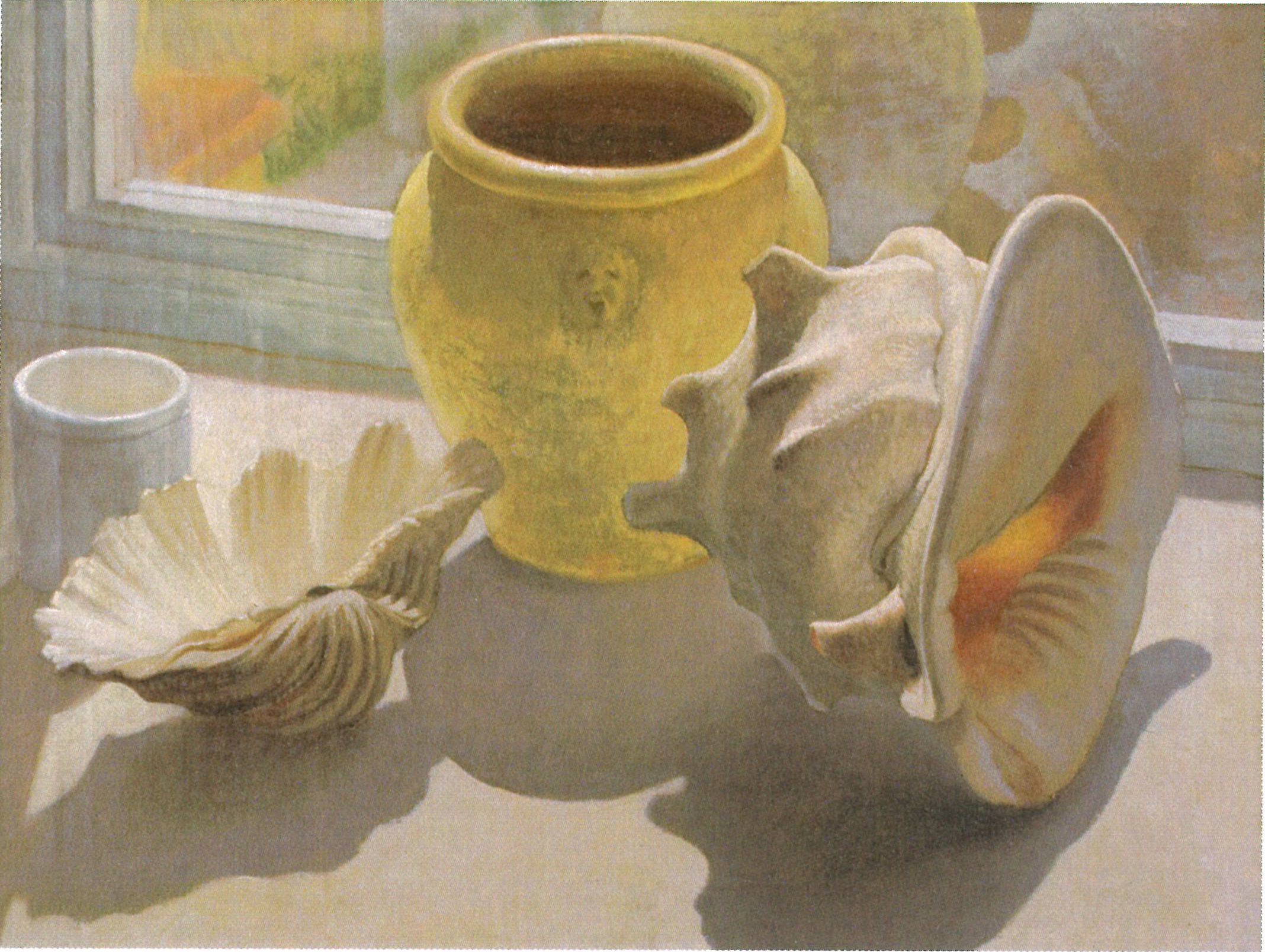
Federigo Angeli Conchiglie e vasi 1934. Tempera su tela 37x51

A fianco del lavoro di reinterpretazione dell’antico, Federigo Angeli, a parte il suo interesse per l’acquerello, cominciò a esprimersi nella pittura contemporanea, utilizzando sempre la tecnica della tempera. Questo con un’ispirazione figurativa, legata al Ritorno all'ordine, che non abbandonerà mai e che lo isolò dal contesto artistico delle avanguardie. Forse anche per questo non espose le sue opere che saranno conosciute per molto tempo solo da una cerchia ristretta di amici e conoscenti e che il critico Marco Moretti definisce “la pittura segreta” di Federigo Angeli: “[…] Eppure molti di questi dipinti rivelano un talento non secondario rispetto ad altri di più famosi colleghi che negli anni tra le due guerre avevano espresso la loro pittura nel ritorno alla tradizione […] Una pittura, come abbiamo visto,  in gran parte eseguita con la materia luminosa delle tempere, le cui ‘ricette’, codificate dalle regole di Cennino Cennini, attingevano ad empirismi pre-rinascimentali. Di tale sapienza, discesa con Angeli dall’attività di bottega nei canoni del Novecento (assai prima che De Chirico tramite copisti di museo ne scoprisse la duttilità d’impiego) è dunque intrisa, velatura su velatura, questa bella pittura rimasta intenzionalmente segreta, e che oggi, a cinquantasette anni dalla morte del suo autore, vien per la prima volta divulgata”.
Dopo un primo matrimonio nel 1927 con Margherita Biagiotti, che morì poco dopo la nascita della primogenita Matelda, Angeli si risposò nel 1932 con Carola "Lola" Costa, nata a Londra da una famiglia nobile di origine genovese, anche lei pittrice, che credeva nell’arte del marito e dipingeva al suo fianco. Insieme acquistarono, alle pendici di Fiesole, la Villa il Palmerino (appartenuta alla scrittrice inglese Vernon Lee), che divenne la loro residenza-studio e dove crebbero i figli Giuliano, Fiorenza e Beatrice. In questa fase, libero dalle pressanti necessità economiche, si espresse liberamente dipingendo numerosissime opere: ritratti, nature morte e paesaggi. “L’artista ebbe una vera e propria predilezione per la pittura floreale e la frutta, soggetti uniti nel titolo abbastanza improprio di ‘natura morta’ E quanto inopportuno sia quel termine (che De Chirico rifiutò sostituendolo con quello più poetico di ‘silente’), lo si può desumere anche dalla medesima pittura angeliana che in tali soggetti acquista forza nuova, ritrovando l’energia cromatica carpita ‘sul motivo’ con l’estemporaneità dell’acquerello”.

### Frequentazioni
Pochi anni prima della Prima Guerra mondiale, Federigo Angeli partecipòai movimenti artistici e letterari di Firenze che, in quegli anni, fu protagonista sulla scena italiana con intellettuali come Giovanni Papini e Giuseppe Prezzolini. Il Caffè Le Giubbe Rosse, e poi anche La Rosa e La Rosina per i più giovani, erano affollati dagli artisti e i letterati più promettenti che si riunivano e facevano progetti per il futuro, spesso destinati a rimanere solo tali. Angeli conobbe qui quelli che furono gli amici di tutta la vita: gli scrittori e giornalisti Ridolfo Mazzucconi, Bruno Fallaci, Piero Bargellini, Nando Vitali, l’illustratore e scrittore Piero Bernardini, lo scultore Corrado Vigni, il compositore Vito Frazzi. Frequenta per un breve periodo anche l’esponente del Futurismo Filippo Tommaso Marinetti.

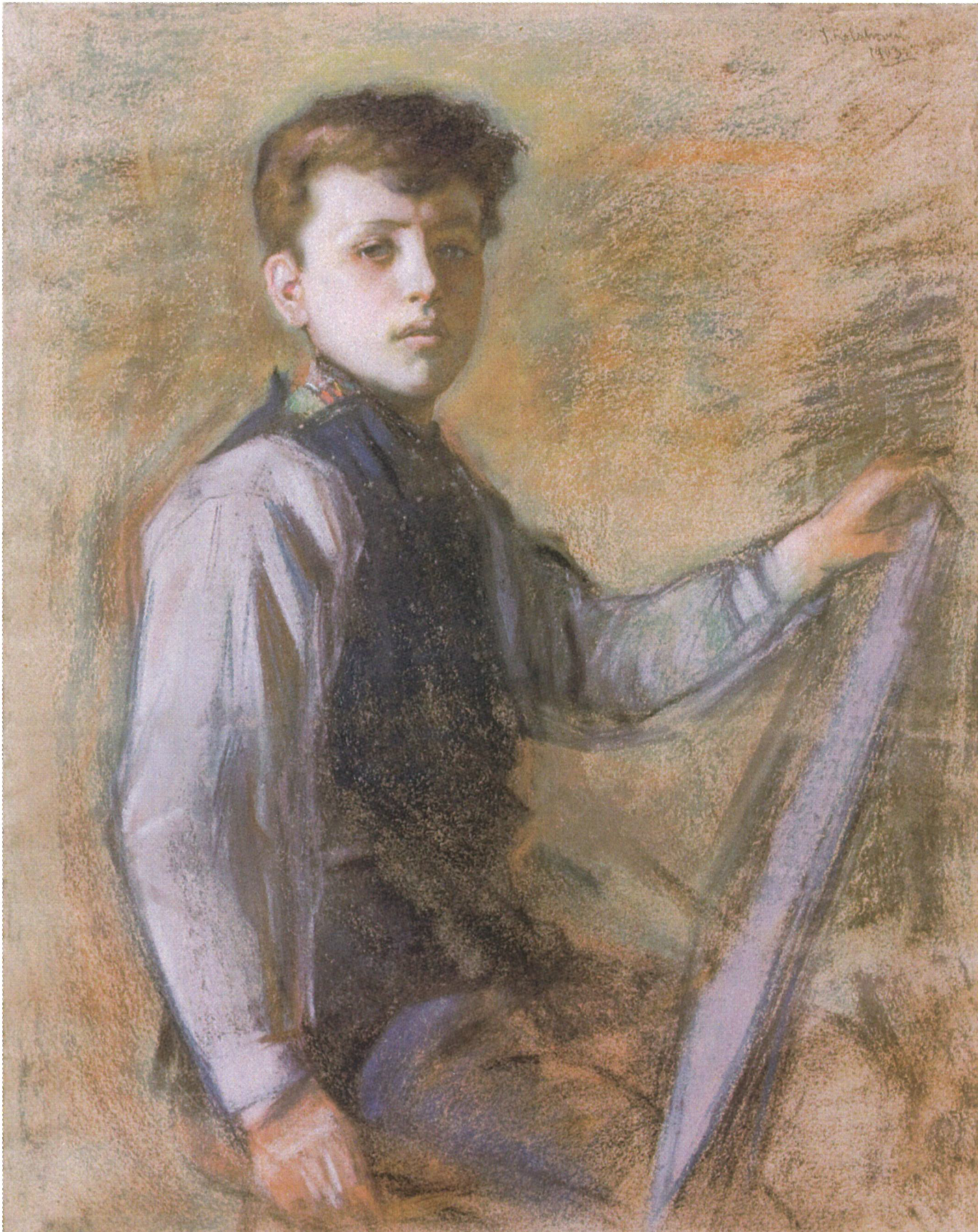
Julius Rolshoven Ritratto dell'allievo Federigo Angeli 1903. Pastello su carta 91x70

### La seconda guerra mondiale e la malattia
Gli sconvolgimenti della Seconda Guerra Mondiale investirono anche Il Palmerino e la forte inflazione che seguì il conflitto minò il benessere che i coniugi Angeli si erano costruiti, costringendo Federigo a riprendere il lavoro di restauro e riproduzioni per guadagnarsi da vivere. Nonostante avesse problemi polmonari e crisi d’asma accettò l’incarico di affrescare una parete di villa Il Ciliegio su richiesta dei proprietari, William T. Suren e sua moglie, ammiratori della sua arte. Lo aiutò anche il figlio Giuliano, allora diciassettenne, incaricato di dipingere la parte bassa dell’affresco, una balza con motivi araldici e geometrici, che fu ricordata: “[…] Papà riuscì a finire l’opera velocemente, come al suo solito, nonostante il male che lo assediava. Aveva fatto i ritratti oltre che dei committenti, anche di tutto il personale domestico e della fattoria […]”. Le privazioni della guerra avevano infatti gravemente nuociuto alla salute dell’artista già compromessa dai postumi di un gravissimo incidente stradale avuto nel 1919. Angeli morì il 4 giugno del 1952.